# Pierre Graber
Pierre Graber (La Chaux-de-Fonds, 6 dicembre 1908 – Losanna, 19 luglio 2003) è stato un politico svizzero.
Fu consigliere federale dal 1970 al 1978 e presidente della Confederazione svizzera nel 1975 come membro del Partito Socialista Svizzero.

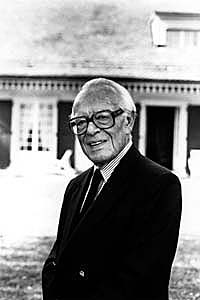
1989